# روز پیش از آشنایی با تو
«روز پیش از آشنایی با تو» (انگلیسی: The Day Before You Came) ترانه‌ای از ابرگروه سوئدی موسیقی پاپ آبا است که در سال ۱۹۸۲ منتشر شد.

## جداول موسیقی
| جدول (۱۹۸۲)                            | بالاترین رتبه |
| -------------------------------------- | ------------- |
| آرژانتین                               | ۶             |
| استرالیا (گزارش موسیقی کنت)            | ۴۸            |
| اتریش (او۳ تاپ ۴۰ اتریش)               | ۱۶            |
| بلژیک (اولتراتاپ ۵۰ فلاندرز)           | ۳             |
| موسیقی معاصر بزرگسالان کانادا (آرپی‌ام) | ۵             |
| فنلاند (جدول‌های رسمی فنلاند)           | ۱             |
| ایرلند (ایرما)                         | ۱۲            |
| هلند (۴۰ آهنگ برتر)                    | ۳             |
| هلند (۱۰۰ تک‌آهنگ برتر)                 | ۳             |
| نروژ (وی‌جی-لیستا)                      | ۵             |
| اسپانیا (تهیه‌کنندگان موسیقی اسپانیا)   | ۲۹            |
| سوئد (فهرست برترین‌های سوئد)            | ۳             |
| سوئیس (شوایزر هیت‌پاراد)                | ۴             |
| تک‌آهنگ‌های بریتانیا (اوسی‌سی)            | ۳۲            |
| آلمان غربی (جدول‌های رسمی آلمان)        | ۵             |

| جدول (۱۹۸۲)                  | رتبه |
| ---------------------------- | ---- |
| بلژیک (اولتراتاپ ۵۰ فلاندرز) | ۳۰   |
| هلند (۴۰ آهنگ برتر هلند)     | ۶۵   |
| هلند (۱۰۰ تک‌آهنگ برتر هلند)  | ۲۹   |